# موزه میم

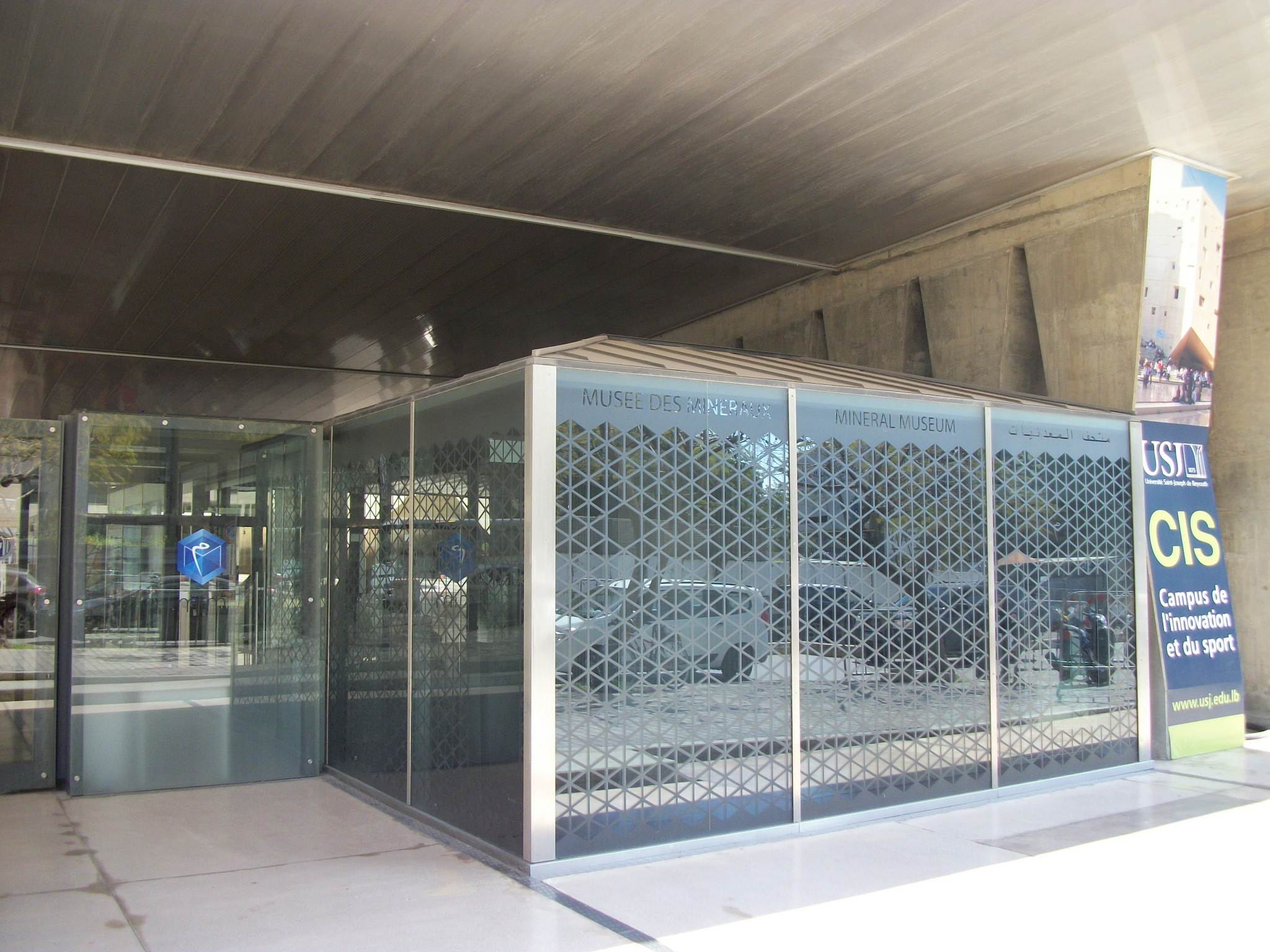

موزه میم (عربی: متحف ميم) یک موزه خصوصی در بیروت، لبنان می‌باشد. این موزه بیش از ۲۲۰۰ قطعه معدنی در خود برای نمایش جای داده است که این قطعات شامل ۵۱۰ نوع متفاوت از ۷۵ کشور جهان می‌باشد. این موزه در نوبه خود یکی از بهترین مجموعه‌های خصوصی در جهان است که روی قطعات معدنی تمرکز دارد.
این موزه همچنین میزبان نمایشگاهی از مجموعه‌های دریایی و فسیلهای پرنده نیز می‌باشد.

## تأسیس
این موزه از سال ۲۰۱۳ کار خود را آغاز کرد. سلیم اده از سال ۱۹۹۷ شروع به جمع‌آوری قطعات کرد و مادربزرگش به او انگیزه داد تا موزه‌ای خصوصی ایجاد کند. هدف این موزه ارتقاء تصویر زیباشناختی مواد معدنی و سنگ‌های تاریخی و اقتصادی است.
در طول ده سال آینده، اده به ساختن مجموعه خود ادامه داد و ژان کلود بولیارد، گرداننده مجموعه سوربن به او کمک کرد. افتتاح این موزه، که با بودجه شخصی کلکسیونر ساخته شده بود، سرانجام در اکتبر ۲۰۱۳ انجام شد.

## نگارخانه

### مجموعه گنج

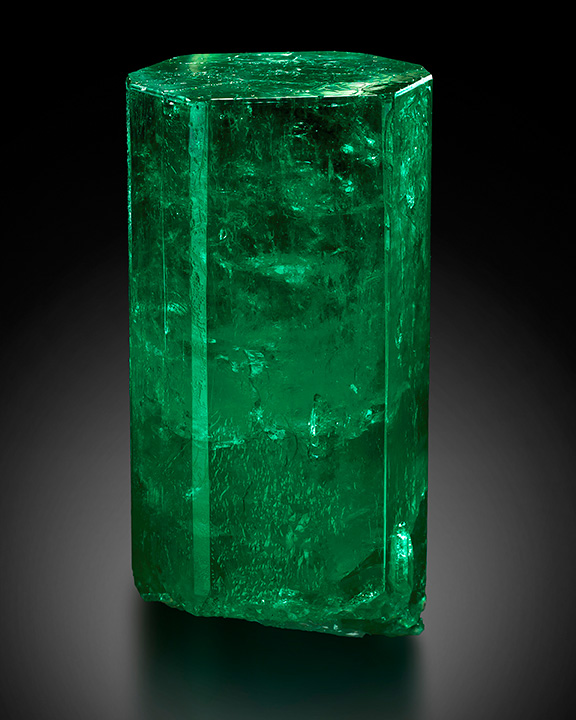
یک منشور کریستالی  شش ضلعی  به وزن ۱۳۹۰ قیراط  بریده نشده با رنگ سبز یشمی . این قطعه شفاف و با شکلی خاص که قسمت گنجایش  بالایی آن برابر دو سوم  کل ظرف است و قسمت پایین آن نیز شفاف تر است، در موزه میم در بیروت لبنان قرار دارد..
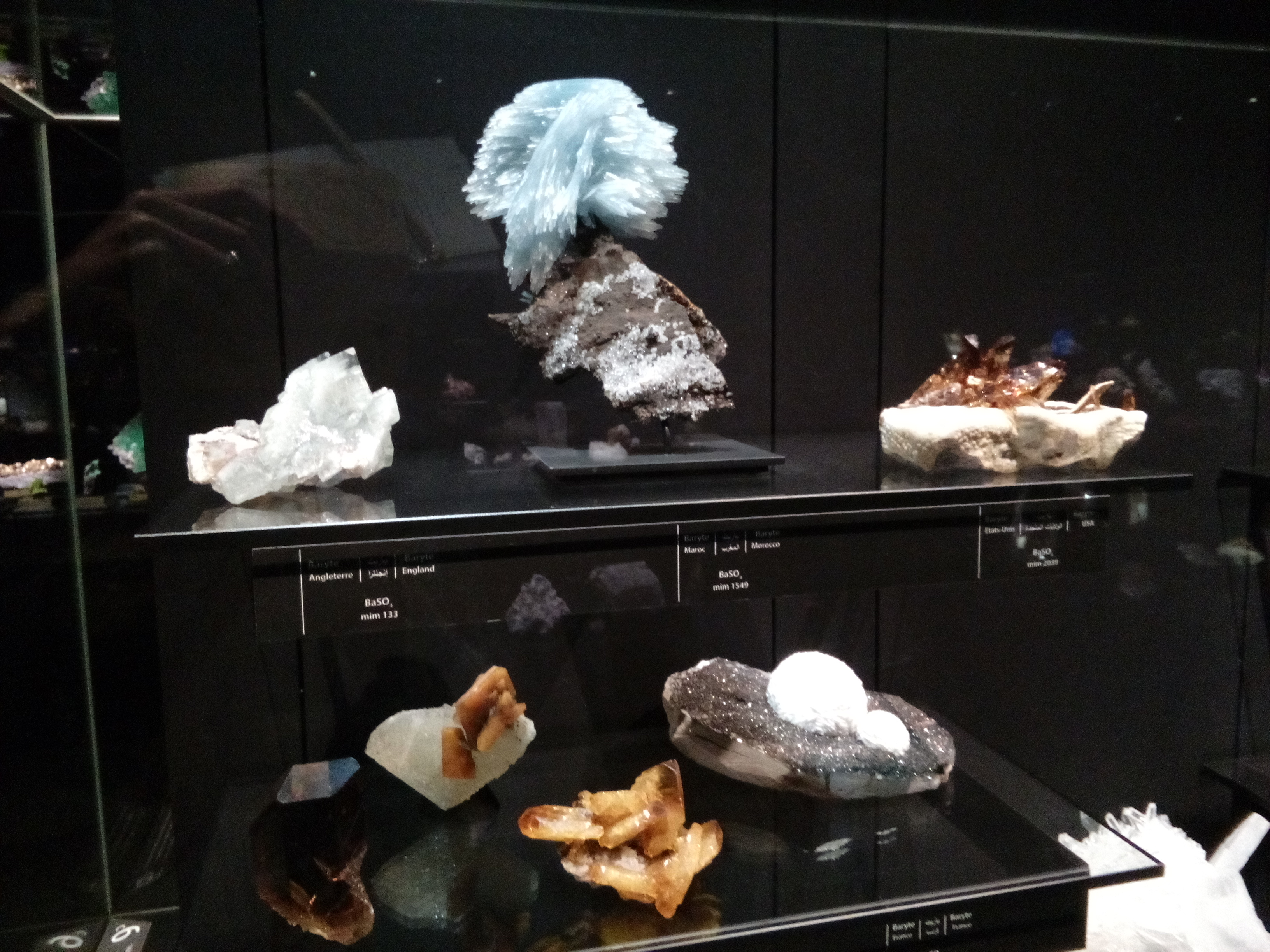
سنگی از مراکش آورده شده است .سدر آبی نام مستعاری است  که موزه میم به این سنگ داده است.
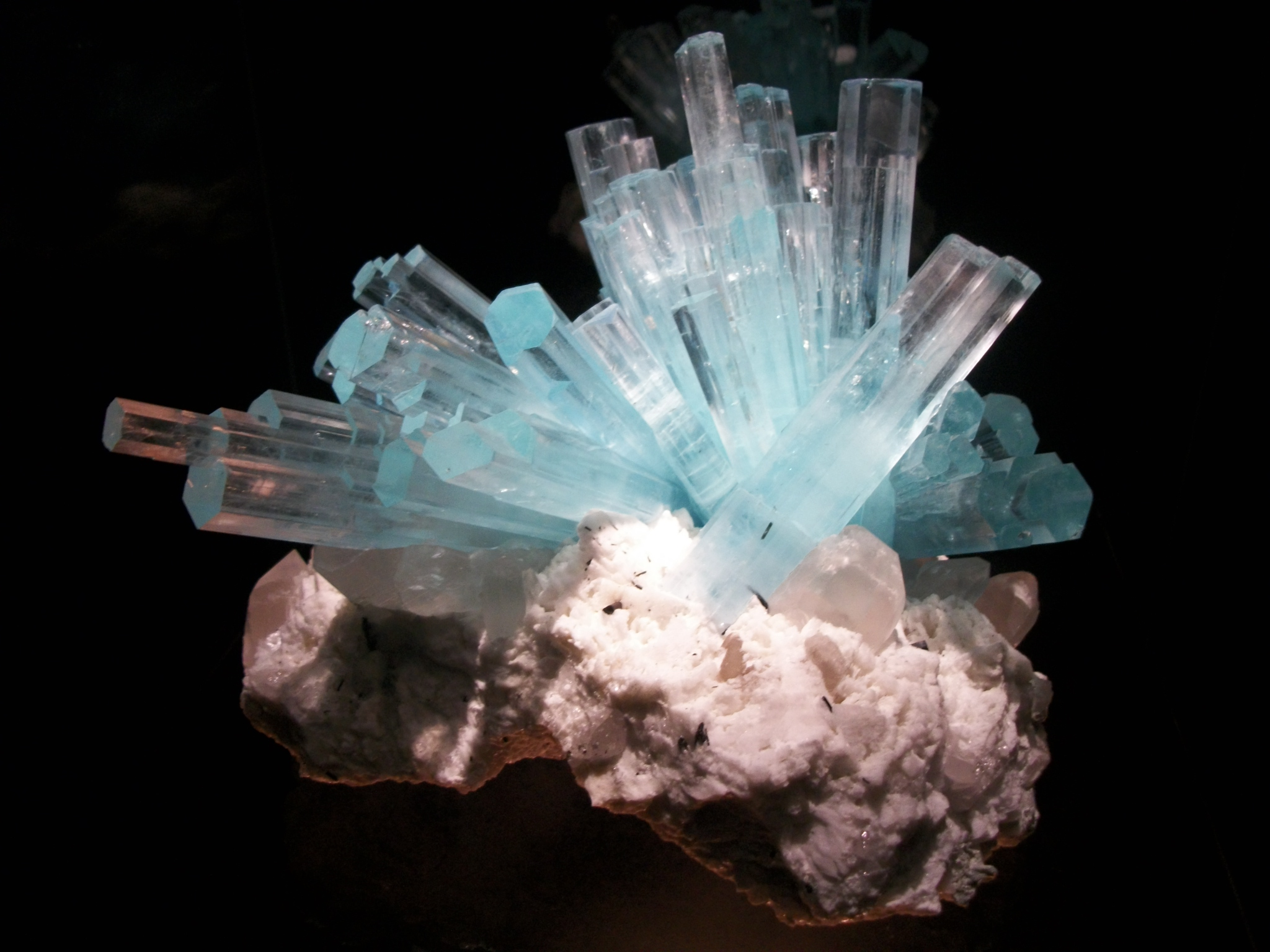
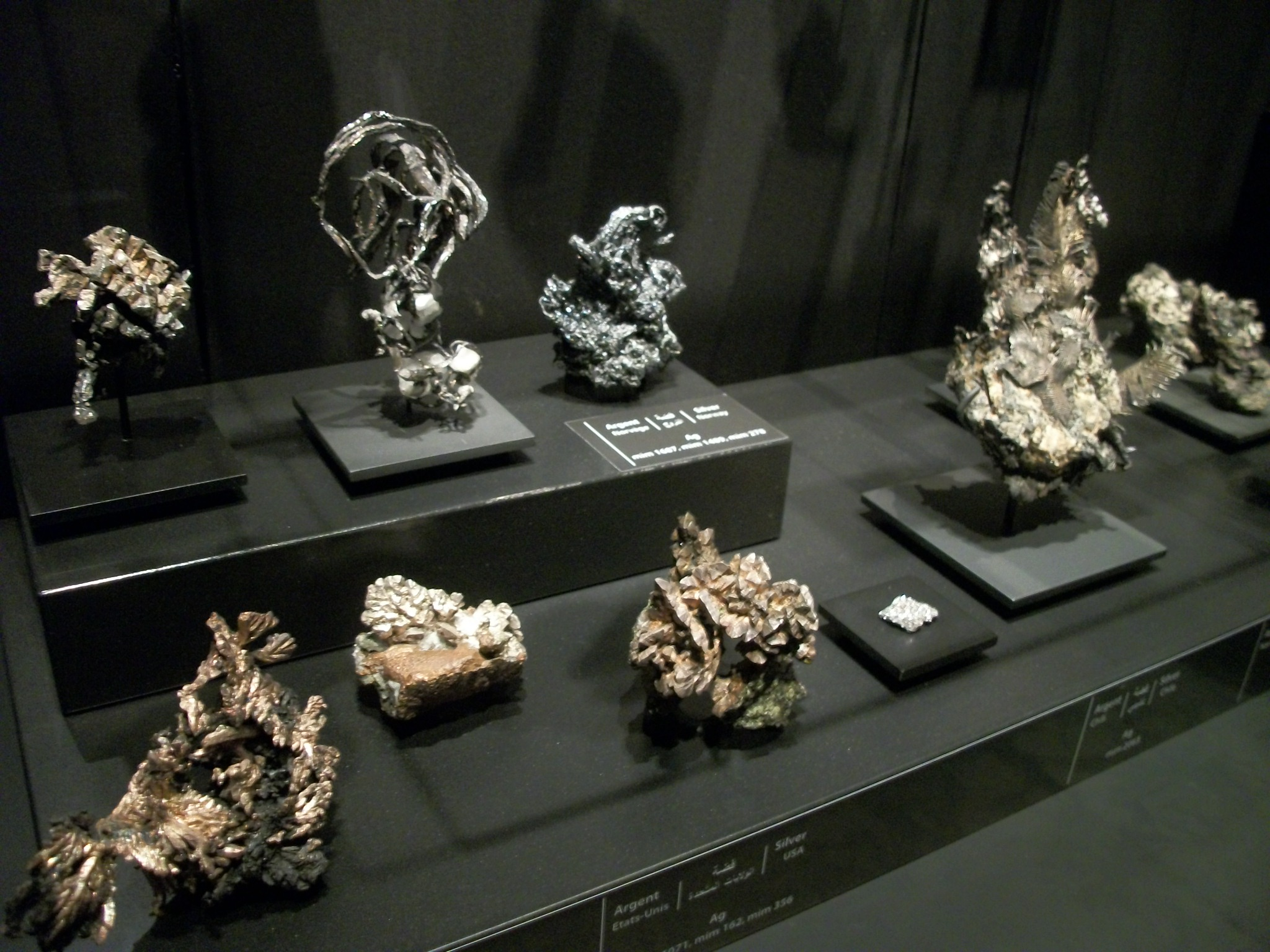

### مجموعه فسیل‌ها

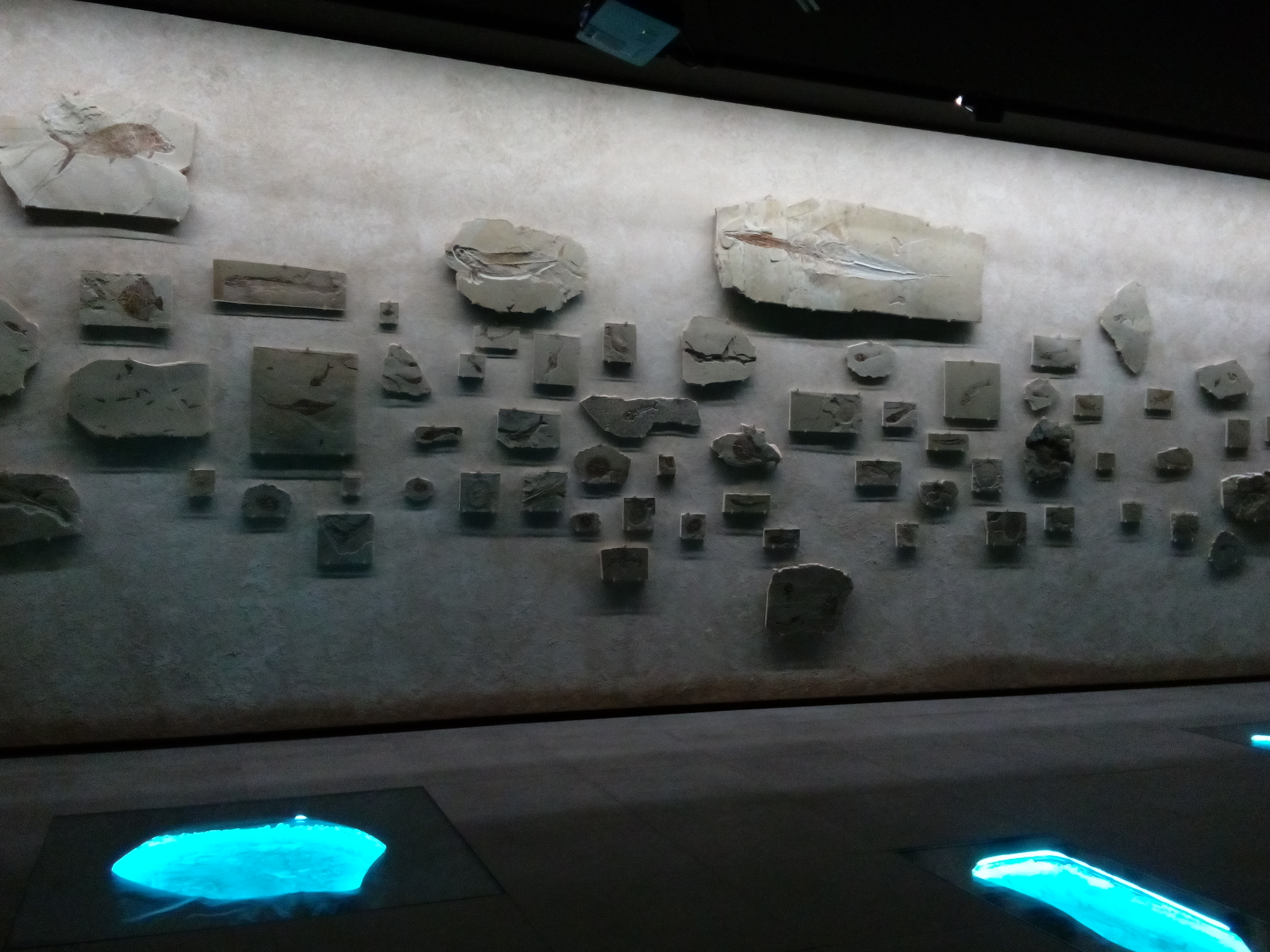
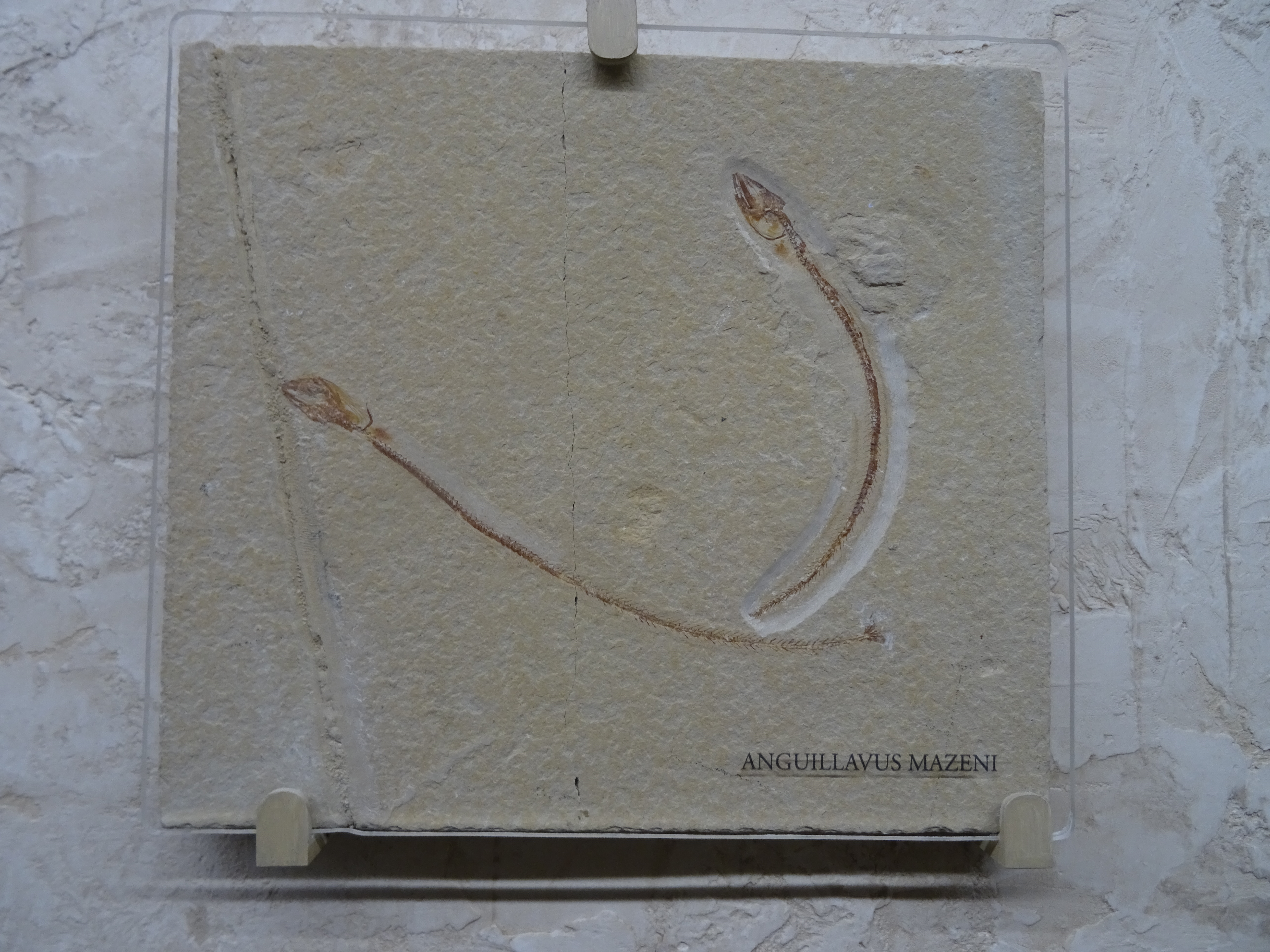
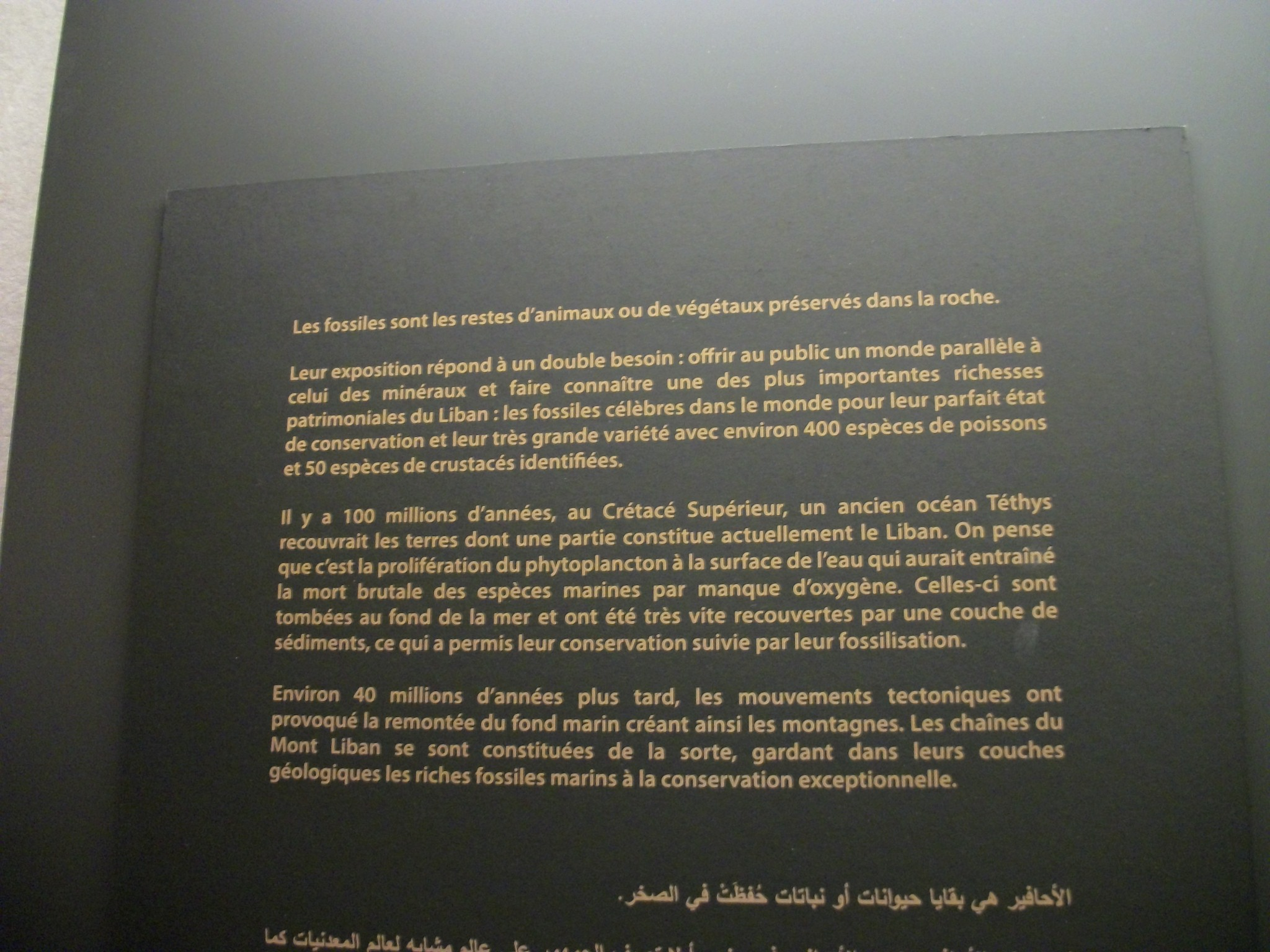
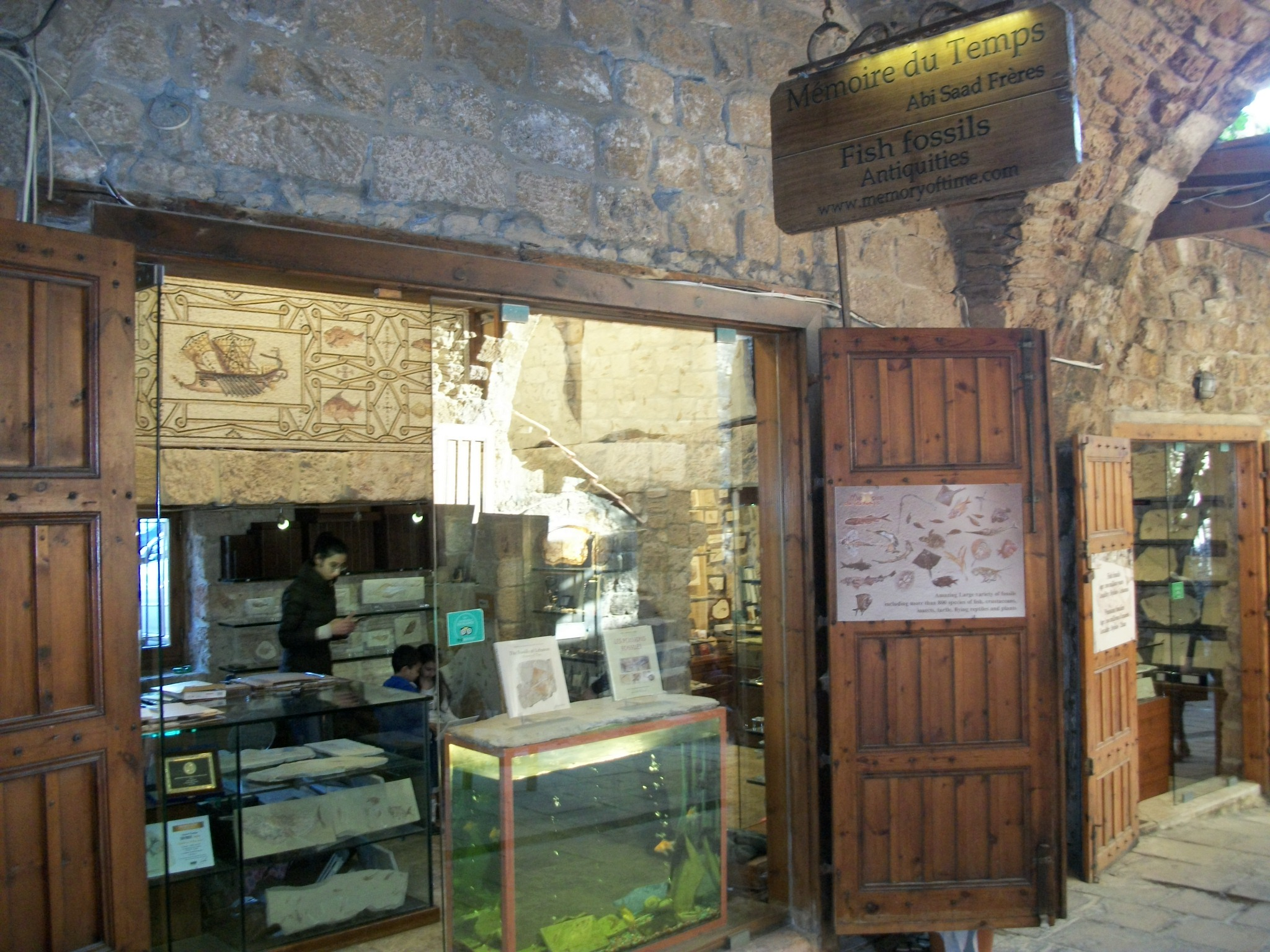